# Arsenicum en oude kant
Arsenicum en oude kant is een Nederlands televisiespel uit 1960 van Walter van der Kamp. Het scenario is gebaseerd op een Amerikaans toneelstuk vertaald door J.C. van der Horst en bewerkt door Walter van der Kamp.

## Verhaal
In een pension bestiert door twee oudere zussen, Abby en Martha Brewster overlijden binnen korte tijd een aantal gasten. Hun neef Mortimer Brewster is net getrouwd en komt zijn bruid voorstellen aan zijn tantes. Hij komt er langzaam achter hoe de gasten overlijden. Zijn zoektocht wordt bemoeilijkt als zijn broer Jonathan een moordenaar, in het pension opduikt om zich door een plastisch chirurg te laten opereren.